# ダラーラ・SP1

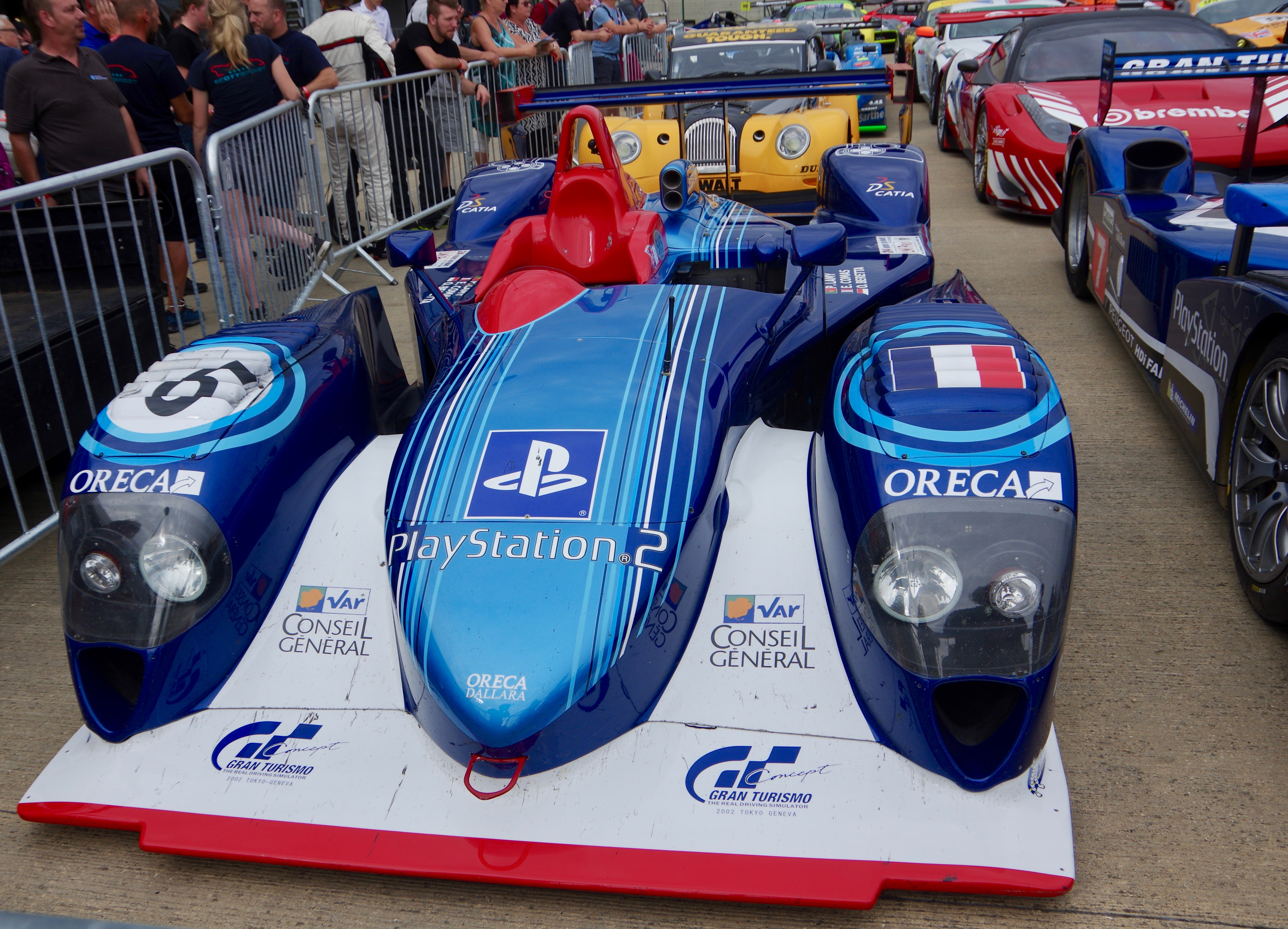
2002年ル・マン24時間レース、ダラーラ・SP1

ダラーラ・SP1は、クライスラー・LMPとも呼ばれ、イタリアのダラーラによって開発された「ル・マン」プロトタイプ。当初はクライスラーがル・マン24時間レースで総合優勝する為に開発されたが、その後FIA スポーツカー選手権や、ル・マン・シリーズなどのシリーズに参戦するカスタマーに販売された。

## 開発
1998年にトヨタ・GT-One TS020、1999年にアウディ・R8R、2000年にアウディ・R8のシャーシを製作したのに続いて、同社は2001年に、LMP900クラス用の独自の「ル・マン」プロトタイプを開発することを決定した。
SP1の設計中、クライスラーはルマンプログラムを拡大していた。1998年からルマン3年連続クラス優勝のダッジ・バイパーGTS-Rでの成功に続き、クライスラーは2000年に2台のレイナード製プロトタイプで参戦するなどし、ルマン・プロトタイプの開発を開始した。 2001年、クライスラーはパートナーのオレカとともに、ルマン・プロトタイプのみに専念することを決定し、バイパーでの参戦を終了した。レイナードに代わるマシンを探し、クライスラーはダラーラにアプローチ、ダラーラがまだ開発中のSP1を使用することが決定した。パートナーシップが合意されると、マシンはクライスラー・LMPとなり、モパー製6.0LV型8気筒エンジンを使用する。オレカは、SP1シャーシの開発でダラーラを支援し、DO（Dallara-Oreca）という名称を使用してシャーシを作成した。

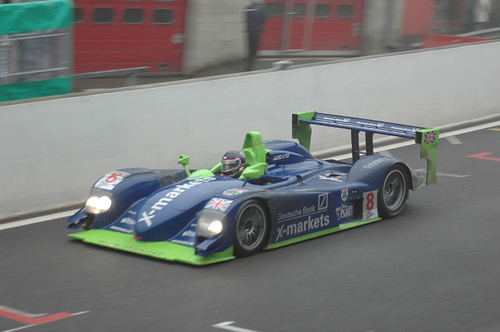
2005年スパ1000km、ロールセンターレーシングのダラーラ・SP1

クライスラーが撤退した後、マシンはプライベーターが使用するためにモパー製V8エンジンは、ジャッド製の4.0L~5.0LV型10気筒エンジンに置き換えられた。2005年、ロールセンターレーシングは、カスタマープログラムの為のエンジンのテストをするため、ニスモと合意し、SUPER GTで使用されているターボチャージャー付きV型6気筒、日産・VQエンジンを搭載した。ただし、このプロジェクトは上手くいかなかった。エクストラック製6速シーケンシャルシフトギアボックスユニットは、SP1が発表されて以来使用されていたが、2005年からは、パドルシフトシステムを使用するようにアップグレードされた。
SP1のデザインは、アウディR8のようなプロトタイプとは大きく異なり、大きく丸いノーズとフェンダーなどで多くの湾曲したデザイン要素を使用した。SP1は、シャーシの側面に配置された大きなエアインテークも備えていたが、これは後にロールオーバーフープの近くの一般的な場所に移動された。またリアウィングと連動してダウンフォースを高めるために、リアテールに垂直のボードが追加された。

## レース戦績
クライスラーとのパートナーシップで、ダラーラは2001年のル・マン24時間レースで使用する3台のSP1を供給した。しかし、ル・マンでのデビューに備えて、クライスラーは新たに始まったヨーロピアン・ル・マン・シリーズに参戦し、新車をレースでテストする機会を得た。ドニントンパークに登場したクライスラー・LMPは、3台のアウディ・R8に次ぐ4位で予選を通過した。しかし、メカニカルトラブルにより、優勝したR8から40周近く遅れ、順位は大幅に下回った。ドニントンでのデビューに続いてさらにテストを行い、チームは改善することができ、3台のクライスラー・LMPがル・マンに登場し、スピードを見せた。3台のうちの1台が、ベントレー・スピード8の2台を破って、予選6番手タイム（ドライバー、オリビエ・ベレッタ）を獲得した。レースではクライスラーは、メカニカルトラブルでレースの途中で1台がリタイヤするまでは、トップ10に留まることができた。最後の数時間、4番手と5番手で走っている間に、クライスラー・LMPはユノディエールで、エンジントラブルでリタイア(ドライバーは、荒聖治、近藤真彦、ニ・アモリム)。残った唯一のクライスラー・LMPは、優勝したアウディ・R8から23周遅れて、4位でフィニッシュした。クライスラーは、ルマンで4位に入賞したものの、ル・マンプロジェクトはもはや有益ではないと判断し、2001年末にプログラム全部をキャンセルした。
クライスラーのパートナーだったオレカは、2002年はプライベーターとしてプログラムを続行することを決定し、モパー製V8エンジンを、ジャッド製GV4 V10エンジンに変更した。3台のSP1を購入したが、オレカはル・マンに2台の車を使用することを決定し、3台目の車はFIA スポーツカー選手権で使用された。シーズンの初戦で、SP1はペスカロロ・スポールに次ぐ2位でフィニッシュし、次戦のエストリルで初優勝を果たした。2002年ル・マン24時間では、アウディ・R8の3台に次ぐ予選4位のタイムを記録した。レースでは、2台のSP1がトップのR8とベントレー・スピード8に続き、どちらの車も勝者から16周遅れの、総合5位と6位でフィニッシュし、好成績を収めた。しかしオレカは、他のプロジェクトに取り組むためにSP1を継続させず、プロトタイプを休止することにした。
この年はオレカに加えてSP1は、グランダム・シリーズで使用するためにドライバーのディディエ・セイスとマウロ・バルディを要するアメリカのチーム、ドランレーシングに購入された。SRP規定を満たすために小変更され、オレカと同じくジャッドGV4（後にGV5にアップグレードされた）エンジンを搭載するドランのSP1は、シリーズのチャンピオン候補だった。2002年のデイトナ24時間レースでのデビュー戦で、ドランは2位に6周差をつけ総合優勝を果たし、ダラーラにデイトナ初勝利をもたらした。ドランレーシングはさらに、ホームステッド＝マイアミ・スピードウェイとカリフォルニアスピードウェイと3連勝し、モントランブランでも勝利した。ドランはチームチャンピオンシップで2位になり、ダイソン・レーシングにわずか9ポイント差で敗れた。しかしディディエ・セイスが、ドライバーズタイトルを獲得した。ドランレーシングは、アメリカン・ル・マン・シリーズのセブリング12時間レースにも参戦したが、リタイヤに終わった。
2003年、ダラーラ・SP1を使用するのはドランレーシングだけになった。チームはアメリカン・ル・マン・シリーズに参戦、2003年のセブリング12時間レースから参戦を開始した。マシンは1台で、アウディ・R8 3台と、ベントレー・スピード8 2台、パノス・LMP1の後ろ、7位フィニッシュした。次の2ラウンドでは、ドランは総合5位、4位でフィニッシュした。しかしチームはシーズンの残りをキャンセルし、2003年限りでダラーラとの関係は終了した。
2004年、2台のSP1が新しく英国チームの、ロールセンターレーシングによって購入された。ロールセンターはセブリング12時間レースでデビューし、総合5位になりセブリングでSP1のパフォーマンスを示した。その後、ロールセンターは、ルマン耐久シリーズに参戦、モンツァで5位が最高位で、チームチャンピオンシップで8位になった。2004年のル・マン24時間では、ロールセンターは1台で参戦し、日曜日の午前6時30分までは、総合4位（チーム初のルマン24時間レースで）で走っていた。セバスチャン・ボーデがドライブしたペスカロロC60と接触、左リアサスペンションにダメージを与え、その後ポルシェカーブでリタイヤした。その後ロールセンターは、残りの期間、2台目のダラーラシャーシ＃006に切り替えた。2004年は、ル・マン耐久シリーズとル・マン24時間レースで使用するために、別のSP1がイタリアのチーム、Spinnaker Clandesteamに購入された。ルマン耐久シリーズ初戦で20周後にリタイヤした。チームはル・マン24時間のエントリーを取り下げ、解散した。

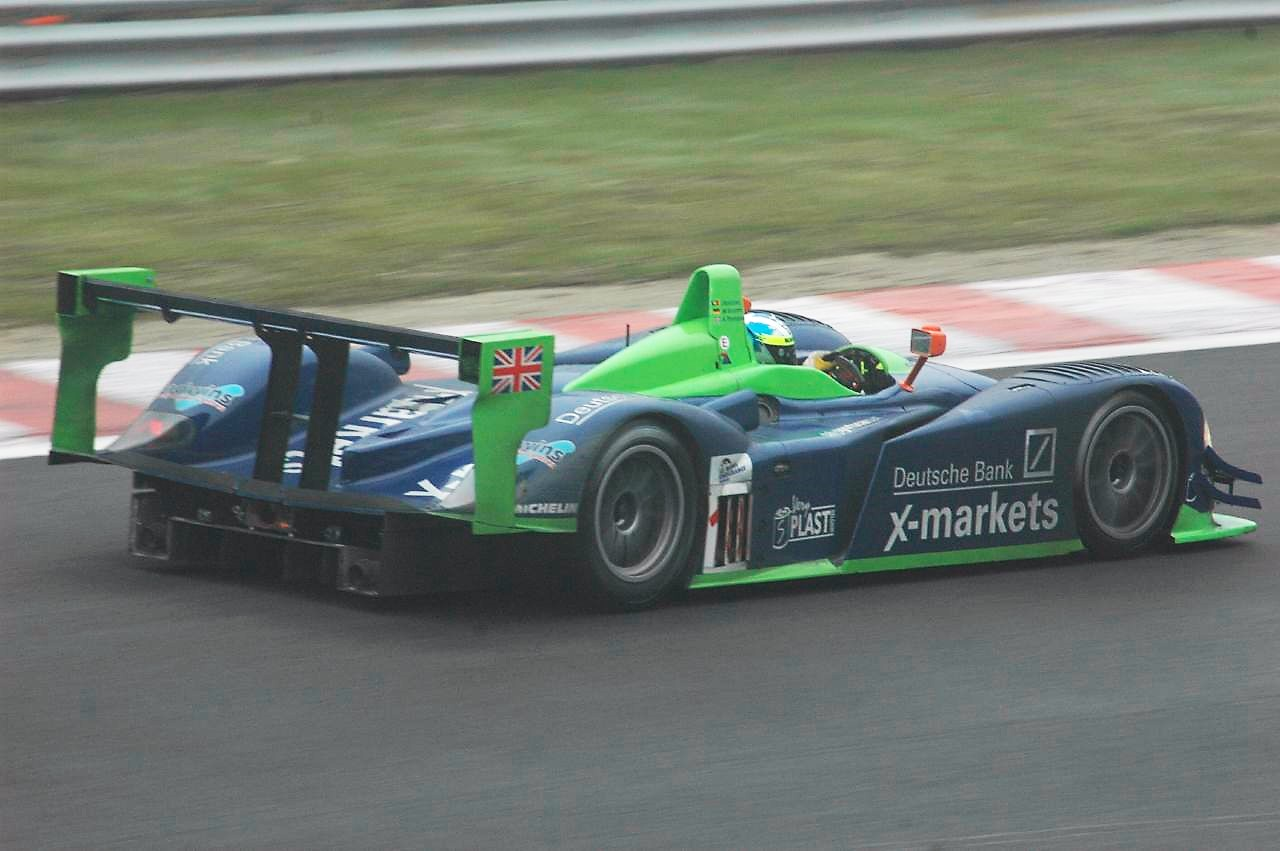
日産エンジンを搭載した、SP1のリアビュー。ターボチャージャーの為、リアフェンダーにインレットダクトを設けて、ボディワークを小変更している。

2005年、ロールセンターレーシングはル・マン耐久シリーズで2台のマシンで参戦の為に、SP1シャーシ＃004を修理した。シャーシ＃004では、ジャッド製V10から新たに日産エンジンに変更した。ニスモと提携してエンジンをテストし、将来的に日産がカスタマー供給することが可能かをテストした。またSP1のギアボックスをパドルシフトにアップグレードし2台に搭載した。2005年セブリング12時間レースで日産エンジンのSP1をデビューさせたが、エンジントラブルによりリタイヤした。タイヤを、ダンロップからミシュランに切り替え、ルマン耐久シリーズでは、ロールセンターのジャッドエンジンを搭載したマシンは、3戦連続3位表彰台フィニッシュを含むパフォーマンスを発揮し、チームチャンピオンシップで4位を獲得した。日産エンジンのマシンは、シーズンを通してさまざまなトラブル抱えて、日産が正式にプロジェクトを終了し、ジャッドエンジンに戻されるまで、ポイントを獲得できなかった。2005年ル・マン24時間では、2台がエントリー。日産エンジン車はリタイヤ。一方、ジャッドエンジンのSP1は、16位でフィニッシュした。一時は2位を走っていたが、夜になるとパワーステアリングのフルード漏れが深刻な問題を引き起こし、チームは2倍近くのピットストップを余儀なくされ、レースは終了した。
2005年シーズン後、「ル・マン」プロトタイプ規定が変更され、SP1は規定外になった。その為ロールセンターレーシングは、新しいクラスで新しいマシンに切り替えることを決定した。このようにして、ダラーラ・SP1のキャリアは終わりを迎えた。

## シャーシの歴史
合計6台のダラーラ・SP1が製造され、そのうち3台はクライスラー・LMPとなった。SP1の＃DO 001（4勝）、＃DO 003（1勝）、および#DO 005（1勝）を挙げた。
#DO 001
- クライスラー-オレカ（2001）
- ドラン リスタ レーシング（2002–2003）

#DO 002
- クライスラー-オレカ（2001）

＃DO 003
- クライスラー-オレカ（2001）
- オレカ（2002）
- Spinnaker Clandesteam（2004）

#DO 004
- オレカ（2002）
- ロールセンター レーシング（2004–2005）

#DO 005
- ドラン レーシング（2002-2003）

#DO 006
- オレカ（2002）
- ロールセンター レーシング（2005）